# Никола Ганчев (кавалджия)
 Тази статия е за кавалджията Никола Ганчев.  За революционера вижте Никола Ганчев (революционер).  
Никола Ганчев е известен български кавалджия от Тракийската фолклорна област и музикален педагог. Един от най-добрите кавалджии на 20 век.

## Биография
Роден е на 28 септември 1919 г. в село Шишманци, Пловдивско, но от малък заживява със семейството си в село Рудник, Бургаско. Майка му е била народна певица и е знаела, според спомените на Никола Ганчев, „повече от 200 песни и най-обичаше бавните песни за хайдути“, а чичо му Васил бил кавалджията, който първи го подтикнал към свиренето. Първия си кавал получил, когато бил на 7 години. На 16-годишна възраст необикновеният му талант е признат и е поканен да направи първите си записи в радиото.
От 1936 г. е редовен изпълнител в Радио „София“, редом с най-изявените музиканти и певци тогава. По това време създава първата си народна група: Слави Велев – гайда, Александър Илиев и Недка Тонева – гъдулари от село Девня, единствената жена по него време, която свири на кавал, учила се от Никола Ганчев. Кулминацията в неговия творчески път настъпва през 1951 г. с основаването на Държавния ансамбъл за народни песни и танци с ръководител Филип Кутев. Никола Ганчев става главния му помощник и консултант. В продължение на 30 години Ганчев е пръв солист в ансамбъла и с най-прецизния акомпанимент на изтъкнати певици, като Вълкана Стоянова, Надка Караджова, Комня Стоянова, Бойка Присадова, Янка Танева и други. През многобройните си пътувания пресъздава преживяното в музика и натрупва изключително много познания за българската народна музика. Макар и принадлежащ главно към тракийската школа, оставя след себе си творби, които представляват всички фолклорни области в България, в цялата им пъстрота и разнообразие.
Преподавал е на много млади музиканти.
През 1961 г. заедно с Михаил Йорданов, Михаил Букурещлиев, Еленчо Недялков и др. създават Детско-юношкия фолклорен ансамбъл „Изворче“. Там до средата на 90-те години на ХХ век Никола Ганчев обучава десетки от бъдещите най-добри изпълнители на кавал. Огромните му грижи за Музикално училище в Котел от 1962 г., както и работата му с индивидуални ученици, не прекъсват до последните му дни.
Никола Ганчев умира на 4 ноември 2001 г. в град София.

## Дискография

### Малки плочи
- Петкана Захариева и Никола Ганчев – кавал – 5596
- Изпълнения на Никола Ганчев – кавал – ВНМ 5706
- Народни мелодии и хора изп. Никола Ганчев и Д. Милков – кавал – ВНМ 5837

### Дългосвирещи плочи
- Изпълнения на Никола Ганчев – кавал – ВНА 1263 (1972)

## Памет
В село Рудник, Бургаско, се организира конкурсът за кавалджии „Никола Ганчев“.
На 8 ноември 2014 г., по случай 95-годишнината от рождението на Никола Ганчев, в родното му село Шишманци е открит негов бюст-паметник и площадът носи неговото име. От 14 април 2021 г. е почетен гражданин на община Раковски.